# Andres Põder
Andres Põder, född 22 september 1949 i Haapsalu i dåvarande Estniska SSR, är en estnisk evangelisk-luthersk teolog. Han var från 2005 till 2014 primas för Estniska evangelisk-lutherska kyrkan, i egenskap av ärkebiskop för Tallinns ärkestift. Han efterträddes 2015 av Urmas Viilma som ärkebiskop och Põder är idag emeriterad ärkebiskop.

## Biografi
Põder växte upp i Kohtla-Järve och Pärnu och tog studenten från gymnasiet i Pärnu. Han studerade vid EELK:s teologiska institut i Tallinn och avlade en teologisk examen 1980. 1976 prästvigdes han av ärkebiskop Alfred Tooming och verkade därefter som präst i Viru-Nigula och Kunda, 1979-1983 Suure-Jaani och Kõpu församling, 1983-1990 Räpina och Mehikoorma samt 1990-2005 Elisabetförsamlingen i Pärnu. Förutom sina församlingsuppdrag har han även verkat inom EELK:s konsistorium, arbetat fram kyrkans nya psalmbok och en ny kyrkoförfattning, samt undervisat i kyrkorätt vid EELK:s teologiska institut och i religion och filosofi på gymnasienivå. 
Põder valdes till ärkebiskop 24 november 2004 och biskopsvigdes av företrädaren Jaan Kiivit junior vid en ceremoni 2 februari 2005. Sedan 2013 är han ordförande för Estlands ekumeniska råd. Han pensionerade sig 2014 och efterträddes av Urmas Viilma.